# Future Factory
Future Factory (česky: Továrna budoucnosti) je Roguelike videohra z roku 2015. Vytvořilo ji česko-slovenské studio Fun 2 Robots. Hra je inspirována dílem R.U.R. od Karla Čapka.
Hra získala nominaci na prestižních Indie Prize Award.

## Kampaň na startovači
Vývojáři se rozhodli hru zafinancovat pomocí Startovače. Cílem kampaně bylo získat dostatek financí na odladění hry. Cílová částka byla stanovena na 90 000 Kč. Vybrat se povedlo 115 000 Kč a bylo tak dosažen o stretch goalu na 105 000 korunách. Bylo tak slíbeno, že hra dostane intro zpracované profesionálními filmaři.

## Hratelnost a příběh
Hráčovým úkolem je uniknout z titulní továrny. Přitom musí procházet náhodně generovanými levely plnými nepřátel a pastí. Hra je shora viděnou střílečkou, kdy hráč bojuje s nepřátely, vyhýbá se pastím a sbírá různé předměty. Každá úroveň je jedno patro továrny. Když hráč zemře, tak začíná od prvního levelu.